# Старый Кинер
Ста́рый Кине́р (тат. Иске Кенәр) — деревня в Арском районе Республики Татарстан, в составе Ташкичинского сельского поселения.

## География
Деревня находится в 1,5 км от реки Ашит, в 35 км к северо-западу от районного центра, города Арска.

## История
Деревня известна с 1678 года как деревня Кинер. До 1920-х годов в официальных источниках упоминалась также под названием Шинер Кинер.
В XVIII – первой половине XIX века жители относились к сословию государственных крестьян. Основные занятия жителей в этот период – земледелие и скотоводство, были распространены шерстобитный и лесной промыслы, извоз, торговля.
В «Списке населенных мест по сведениям 1859 года», изданном в 1866 году, населённый пункт упомянут как казённая деревня Шинерь-Кинель 2-го стана Казанского уезда Казанской губернии. Располагалась при безымянном ключе, на большом торговом тракте из Казани в Уржум, в 72 верстах от губернского города Казани и в 30 верстах от становой квартиры в заштатном городе Арске. В деревне в 49 дворах жили 359 человек (187 мужчин и 172 женщины). Была мечеть.
В начале XX века в деревне функционировали мечеть, 3 мелочные лавки. В этот период земельный надел сельской общины составлял (совместно с селом Мамся) 4122,5 десятины.
В 1931 году в деревне организован колхоз «Чулпан».
До 1920 года деревня входила в Мамсинскую волость Казанского уезда Казанской губернии. С 1920 года в составе Арского кантона ТАССР. С 10 августа 1930 года в Тукаевском, с 10 февраля 1935 года в Кзыл-Юлском (с 18 июля 1956 года — Тукаевский), с 1 февраля 1963 года в Арском районах.

## Население
| 1782 | 1859 | 1897 | 1908 | 1920 | 1926 | 1938 | 1949 | 1958 | 1970 | 1979 | 1989 | 2002 | 2010 | 2015 |
| ---- | ---- | ---- | ---- | ---- | ---- | ---- | ---- | ---- | ---- | ---- | ---- | ---- | ---- | ---- |
| 190  | 359  | 476  | 636  | 472  | 445  | 439  | 294  | 261  | 300  | 243  | 163  | 171  | 164  | 155  |

Национальный состав деревни: татары.

## Экономика
Жители занимаются полеводством и животноводством.

## Объекты образования
В деревне действует начальная школа.